# Walt Whitman Rostow
Walt Whitman Rostow, conosciuto anche come Walt Rostow o W.W. Rostow (New York, 7 ottobre 1916 – Austin, 13 febbraio 2003), è stato un economista e sociologo statunitense.
Fece parte della nuova classe politica, proveniente dalle migliori università americane, entrata a far parte dei consiglieri scelti dalla presidenza di John Fitzgerald Kennedy. Rostow assunse la carica di consigliere per la sicurezza nazionale con il presidente Lyndon B. Johnson nel marzo 1966 e si distinse soprattutto per il suo rigido anti-comunismo, il suo sostegno alla guerra del Vietnam e all'impegno militare massiccio degli Stati Uniti e le sue teorie accademiche favorevoli al capitalismo e al libero mercato.
Rostow prestò servizio come consulente per gli affari di sicurezza nazionale sotto le amministrazioni John F. Kennedy e Lyndon B. Johnson. Ha appoggiato l'intervento americano nella guerra del Vietnam. Nei suoi ultimi anni di vita ha insegnato nella Lyndon B. Johnson School of Public Affairs e anche nell'Università del Texas ad Austin con sua moglie, Elspeth Rostow, la quale più tardi è diventata preside di tale università. I lavori di Rostow sono incentrati soprattutto nella difesa del libero mercato e del suo effetto benefico in particolare nei paesi in via di sviluppo

## Biografia
Bambino prodigio, nacque a New York da una coppia di immigrati russi: frequentò la Yale University, laureandosi a 19 anni (vi era stato ammesso all'età di 15), per poi conseguire il dottorato in Filosofia nel 1940. Dopo aver completato tali studi ha iniziato a insegnare Economia alla Columbia University.
Durante la Seconda guerra mondiale ha prestato servizio presso l'ufficio dei servizi strategici (OSS). Nell'immediato dopoguerra, Rostow divenne Assistente Capo della divisione Austro-Tedesca del Dipartimento di Stato americano. Dal 1946 fino al 1947, riprese i suoi insegnamenti di Storia americana a Oxford.
Nel 1947 fece parte della Commissione economica per l'Europa e si occupò dello sviluppo del Piano Marshall. In seguito, nel 1949 riprese per un anno i suoi insegnamenti di Storia americana, stavolta però presso l'Università di Cambridge, per poi diventare professore di Storia dell'economia presso il MIT (Massachusetts Institute of Technology) dal 1950 fino al 1961. Nel 1958, divenne il portavoce ufficiale del Presidente degli Stati Uniti Dwight D. Eisenhower.
Nel 1961, il Presidente John F. Kennedy nominò Rostow come assistente speciale del Presidente per gli affari di sicurezza nazionale. In seguito fu nominato anche come consigliere del Dipartimento di Stato.
Nel marzo del 1966, fu nominato dal presidente Lyndon B. Johnson "Assistente speciale per gli affari di sicurezza nazionale" al posto del dimissionario McGeorge Bundy. Rostow assunse la carica in un momento critico per l'amministrazione Johnson a causa del crescente e sterile impegno nella guerra del Vietnam; il presidente era sempre più deluso e pessimista e cercava di consolidare la sua posizione soprattutto con un ottimismo di facciata, con un'abile politica propagandistica di minimizzazione delle difficoltà e liberandosi senza pietà di personaggi ritenuti poco fidati o dubbiosi.
Johnson ritenne che Rostow, con il suo entusiasmo e estremismo, fosse la persona ideale per rafforzare l'amministrazione e aiutare la presidenza. Rostow infatti anche negli anni critici del 1966, 1967, 1968, continuò a manifestare assoluta fiducia sulla vittoria in Vietnam e ad appoggiare le posizioni più oltranziste dei militari, senza dubitare minimamente sulle possibilità di un fallimento o sugli errori della politica americana. Il suo pensiero a favore della guerra e della libera impresa lo resero fortemente impopolare nel mondo universitario statunitense delle scienze sociali, che a quel tempo assumeva saldamente una posizione progressista. Nonostante ciò riuscì comunque a conquistare una cattedra universitaria alla Lyndon B. Johnson School of Public Affairs presso l'Università del Texas ad Austin come Professore Emerito di politica economica. Continuò ad insegnare fino alla sua morte avvenuta nel 2003 all'età di 86 anni.
Rostow ha sviluppato la famosa Teoria degli stadi dello sviluppo economico, uno dei più importanti modelli storico economici che trattano dello sviluppo. Tale modello sostiene che la modernizzazione economica avvenga principalmente tramite cinque stadi: società tradizionale, precondizioni per il decollo industriale, decollo industriale, maturità e società dei consumi di massa. La teoria è divenuta uno dei più importanti concetti della teoria della modernizzazione e dell'evoluzionismo sociale. 
Rostow, negli scritti successivi all’esperienza a Washington, cercò di completare la propria visione del mondo moderno utilizzando strumenti economici e statistici per elaborare un’interpretazione politica della realtà. In opposizione alla lettura marxista della storia, sostenne con forza i valori dell’individualismo, del capitalismo e del liberalismo americano, promuovendo l’idea di una missione storica degli Stati Uniti.